# خوسيه نيلسون دوس سانتوس سيلفا
خوسيه نيلسون دوس سانتوس سيلفا (بالبرتغالية: José Nilson dos Santos Silva‏) (6 أبريل 1991 في ساو باولو في البرازيل – )؛ هو لاعب كرة قدم سابق كان يلعب كمهاجم.

## وصلات خارجية
- خوسيه نيلسون دوس سانتوس سيلفا على موقع رابطة كرة القدم اليابانية للمحترفين (اليابانية)
- خوسيه نيلسون دوس سانتوس سيلفا على موقع قاعدة بيانات كرة القدم.إي يو (الإنجليزية)
- خوسيه نيلسون دوس سانتوس سيلفا على موقع Soccerway.com (الإنجليزية)
- خوسيه نيلسون دوس سانتوس سيلفا على موقع عالم كرة القدم.نت (الإنجليزية)